# Manuale delle Giovani Marmotte

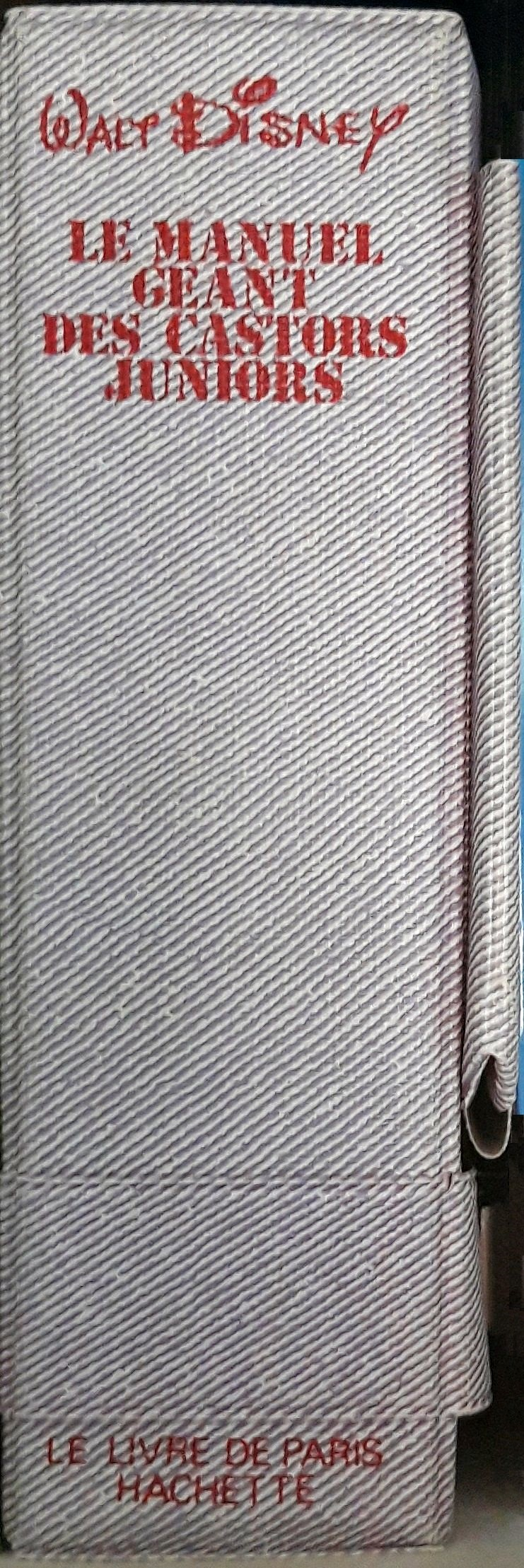
Il manuale francese.

Il Manuale delle Giovani Marmotte (in inglese Junior Woodchucks Guidebook) è uno pseudolibro dell'universo immaginario della Disney, ideato nel 1954 da Carl Barks come volume in dotazione ai membri del corpo delle Giovani Marmotte, che lo usano per trovare risposte utili nelle situazioni in cui si vengono a trovare. In Italia, dal 1969 la Mondadori ne pubblicò per davvero varie edizioni, ideate da Elisa Penna e Mario Gentilini, con le illustrazioni di Giovan Battista Carpi, che divennero best seller dell'editoria per ragazzi più volte ristampati. Il termine è entrato nell'immaginario collettivo come esempio di libro che contiene la risposta a ogni domanda possibile.

## Descrizione
(Eugenio Finardi, Vil Coyote.)
Il Manuale contiene una quantità immensa di sapere: vi figurano istruzioni per costruire ponti e barche o per sopravvivere in condizioni avverse accanto a notizie sulla storia delle civiltà del mondo, con dizionari ragionati di tutte le lingue moderne e antiche; né mancano carte geografiche dettagliate di ogni regione della terra e un indice di facile consultazione. Non vengono invece menzionate conoscenze di base che si possono naturalmente aspettare da ogni Giovane Marmotta, come per esempio l'ubicazione del Capo di Buona Speranza o le tabelline di moltiplicazione. Agli estranei al corpo delle GM è severamente vietata la consultazione dell'opera (vedi I magnifici sette meno tre caballeros di Don Rosa). Qui, Quo e Qua, giovani marmotte anche loro, nominano a volte il manuale L'infallibile.
Un libro anonimo somigliante al Manuale appare per la prima volta nella storia di Carl Barks "Zio Paperone pesca lo skirillione", pubblicata nel marzo 1954, a tre anni dalla creazione delle Giovani Marmotte. Nel giugno dello stesso anno, diventa definitivamente il Manuale delle Giovani Marmotte in "Zio Paperone e la dollarallergia", dove Zio Paperone e i suoi nipoti visitano l'Himalaya alla ricerca del tesoro di Gengis Khan. In questa storia, il libro offre la soluzione per decifrare dei messaggi oscuri in un'antica lingua estinta; qui come altrove permette a Barks di introdurre elementi storici nelle sue ricerche a tesori leggendari, elementi che trae dalla rivista National Geographic, alla quale era abbonato.
Una nemesi del "Manuale delle Giovani Marmotte" appare nella storia Qui, Quo, Qua e la guerra dei manuali di Rodolfo Cimino e Romano Scarpa, dove la Banda Bassotti si organizza per creare una guida per i propri nipotini che chiameranno "Manuale dei Giovani Marioli".
Organizzata una sfida per decretare quale dei due manuali sia il migliore, dopo una dura partita il falso manuale verrà sconfitto in quanto i suoi insegnamenti sono mirati allo sfruttamento del prossimo, mentre l'originale insegna a cavarsela con le proprie forze.
Don Rosa nella sua "Zio Paperone e i guardiani della biblioteca perduta" ha ricostruito la storia del Manuale: la prima edizione, ancora in un pesante formato incunabolo, è redatta da Clinton Coot, fondatore delle GM. Scavando nel passato, l'opera si rivela essere frutto del riassunto del riassunto del riassunto delle opere più importanti contenute nelle Biblioteca di Alessandria, arricchita nei secoli da nuove informazioni sopravvenute.
Don Rosa spesso trae spunto dal Manuale per confezionare gag intorno al ruolo di deus ex machina svolto dal libro, nonché alla paradossale mole di informazioni contenuta in un libro di così piccole dimensioni.
Nel numero 3349 di Topolino è presente la storia "Le Giovani Marmotte in un'indagine da manuale" sceneggiata da Marco Nucci e disegnata da Stefano Zanchi, in cui si raccontano le origini del Manuale. Secondo questa storia il "Manuale delle Giovani Marmotte" è il più famoso testo enciclopedico del Calisota, la cui prima edizione risale a quasi due secoli prima, e da allora il manuale viene aggiornato di anno in anno in maniera anonima. Attraverso una indagine a ritroso Qui, Quo e Qua scoprono che la prima edizione fu scritta nel 1832 da Cornelius Coot, il fondatore di Paperopoli, il quale decise di non firmare l'opera, "perché la cultura non ha nome, ma appartiene a tutti". Il compito di aggiornare il manuale passa segretamente di mano in mano a diversi personaggi fino ad arrivare, ai giorni nostri, a Pico de Paperis.

## Storia editoriale in Italia
In Italia, la Arnoldo Mondadori Editore pubblicò nel 1969 un volume nato su ispirazione del libro citato nei fumetti e che venne ideato da Elisa Penna e Mario Gentilini e illustrato da Giovan Battista Carpi. In esso vennero raccolti consigli per vivere e divertirsi all'aperto come ad esempio costruire un arco, fare dei nodi, montare una tenda od orientarsi in un bosco; il successo dell'iniziativa portò, nell'anno successivo, alla pubblicazione del Manuale di Nonna Papera, una raccolta di ricette culinarie raccontate dal personaggio di Nonna Papera al quale seguirono volumi simili dedicati a vari argomenti presentati sempre da personaggi della Disney come il Manuale di Paperinik, del 1972, o quello del Gran Mogol del 1980. Lo stesso editore pubblicò fino al 1989, altri sette volumi della serie delle Giovani Marmotte.
Dal 1991 al 1999 la Disney Italia ha pubblicato una nuova collana in nove volumi con cadenza annuale dal 1991 al 1999 e, infine, il Nuovo Manuale delle Giovani Marmotte nel 2002.
Nel 2014 del classico Manuale ne è stata pubblicata anche l'edizione in ebook.
Nel maggio 2020 Panini Comics pubblica il mensile a fumetti Il Manuale delle Giovani Marmotte per 26 numeri.

### Elenco dei volumi

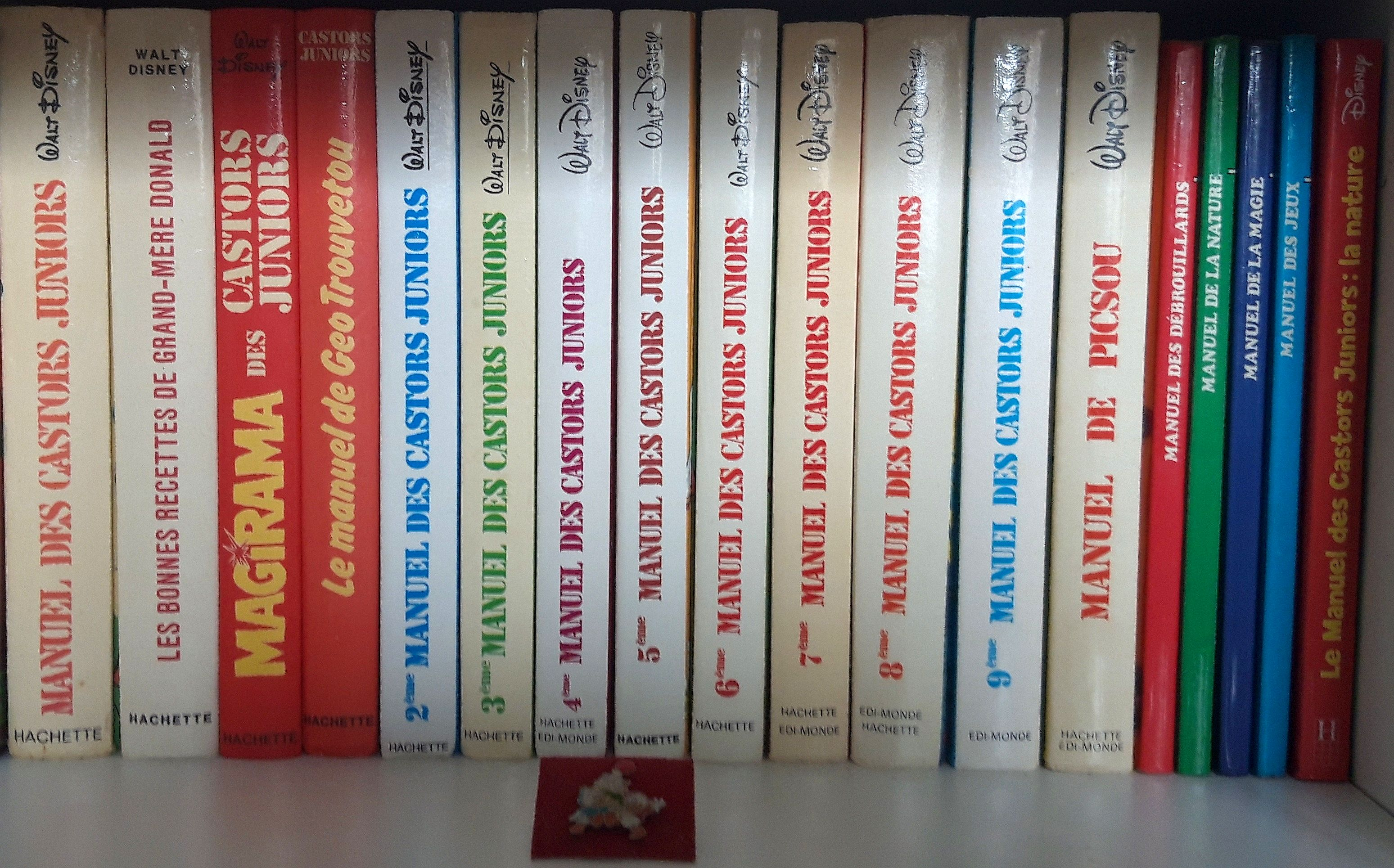
Versione francese (1970-83) dei nove libri di testo (e altri).

Manuale delle Giovani Marmotte (Arnoldo Mondadori Editore)
| N. | Titolo                                                            | Anno         |
| -- | ----------------------------------------------------------------- | ------------ |
| 1  | Manuale delle Giovani Marmotte                                    | ottobre 1969 |
| 2  | 2° Manuale delle Giovani Marmotte                                 | ottobre 1975 |
| 3  | 3° Manuale delle Giovani Marmotte                                 | ottobre 1977 |
| 4  | 4° Manuale delle Giovani Marmotte: speciale sport                 | maggio 1981  |
| 5  | 5° Manuale delle Giovani Marmotte: fiori & piante                 | marzo 1982   |
| 6  | 6° Manuale delle Giovani Marmotte: speciale giochi                | maggio 1985  |
| 7  | 7° Manuale delle Giovani Marmotte                                 | marzo 1986   |
| 8  | 8° Manuale delle Giovani Marmotte: tutti artisti in tutte le arti | giugno 1989  |
| 9  | Il Maxi Manuale delle Giovani Marmotte (antologia)                | 1991         |

Manuale delle Giovani Marmotte (Disney Libri)
| N. | Titolo                                  | Anno |
| -- | --------------------------------------- | ---- |
| 1  | Manuale delle Giovani Marmotte          | 1991 |
| 2  | 2° Manuale delle Giovani Marmotte       | 1992 |
| 3  | 3° Manuale delle Giovani Marmotte       | 1993 |
| 4  | 4° Manuale delle Giovani Marmotte       | 1994 |
| 5  | 5° Manuale delle Giovani Marmotte       | 1995 |
| 6  | 6° Manuale delle Giovani Marmotte       | 1996 |
| 7  | 7° Manuale delle Giovani Marmotte       | 1997 |
| 8  | 8° Manuale delle Giovani Marmotte       | 1998 |
| 9  | 9° Manuale delle Giovani Marmotte       | 1999 |
| 10 | Il nuovo Manuale delle Giovani Marmotte | 2002 |

Altri manuali a tema Disney (Paperi) (Arnoldo Mondadori Editore)
| N. | Titolo                                                   | Anno           |
| -- | -------------------------------------------------------- | -------------- |
| 1  | Manuale di Nonna Papera                                  | ottobre 1970   |
| 2  | Manuale quiz                                             | ottobre 1971   |
| 3  | Manuale di Paperinik                                     | ottobre 1972   |
| 4  | Manuale di Archimede                                     | ottobre 1973   |
| 5  | Manuale della Natura                                     | maggio 1978    |
| 6  | Manuale di Qui Quo Qua                                   | maggio 1979    |
| 7  | Manuale del Gran Mogol                                   | ottobre 1980   |
| 8  | Manuale di Paperone                                      | maggio 1983    |
| 9  | Manualone                                                | ottobre 1983   |
| 10 | Manuale di Sport Goofy                                   | maggio 1984    |
| 11 | Secondo Manualone                                        | settembre 1985 |
| 12 | Il Manualissimo                                          | marzo 1986     |
| 13 | Manuale del Junior Body Building                         | luglio 1987    |
| 14 | Il manuale di cucina di Nonna Papera                     | 1991           |
| 15 | Il manuale di ecologia di Qui Quo Qua                    | 1992           |
| 16 | Il manuale del detective di Topolino                     | 1992           |
| 17 | Il manuale dei giochi di Qui Quo Qua                     | 1992           |
| 18 | Il manuale di viaggio di Paperino                        | 1993           |
| 19 | Il manuale segreto di Nonna Papera                       | 1993           |
| 20 | Il manuale pratico di Minni                              | 1994           |
| 21 | Il manuale dei codici segreti e degli enigmi di Paperino | 1994           |
| 22 | Il manuale degli amici di Qui Quo Qua                    | 1995           |
| 23 | Il manuale dei gioielli di Paperina                      | 1996           |

Altri manuali (Arnoldo Mondadori Editore)